# Hamlet (Txaikovski)
El Hamlet de Shakespeare va servir d'inspiració per a dues obres de Piotr Ilitx Txaikovski: L'obertura-fantasia Hamlet, Op. 67 i la Música Incidental, Op. 67a.

## Obertura-fantasia, Op. 67
Txaicovski va escriure l'Obertura-fantasia Hamlet entre el juny i el 19 d'octubre de 1888, al mateix temps que la seva Cinquena simfonia.
La idea d'una obertura de Hamlet havia passat primer pel cap de Txaikovski el 1876. En aquell moment, havia concebut tres parts:
1. Elsinore i Hamlet, fins a l'aparició del fantasme del seu pare.
2. Polonius (scherzando) i Ofelia (adagio).
3. Hamlet després de l'aparició del fantasma. La seva mort i Fortinbras.

Tanmateix, durant el 1888 va fer canvis en aquestes anotacions. L'actor Lucien Guitry va demanar-li d'escriure música incidental i Txaikovski ho va acceptar. L'actuació planejada va ser cancel·lada, però Txaikovski va decidir acabar la peça que havia iniciat, però en forma d'obertura.
L'obertura-fantasia Hamlet està dedicada a Edvard Grieg, que Txaikovski va conèixer a Leipzig l'any 1888, juntament amb Johannes Brahms. Es va estrenar el 24 de novembre de 1888 a Sant Petersburg. No va tenir una acollida gaire bona per part del públic, tot i que va ser millor que la seva Cinquena simfonia, estrenada una setmana abans.